# Jagüey Grande
Jagüey Grande è un comune di Cuba, situato nella provincia di Matanzas.